# Pont de Jambes
 (février 2017).
Si vous disposez d'ouvrages ou d'articles de référence ou si vous connaissez des sites web de qualité traitant du thème abordé ici, merci de compléter l'article en donnant les références utiles à sa vérifiabilité et en les liant à la section « Notes et références ».

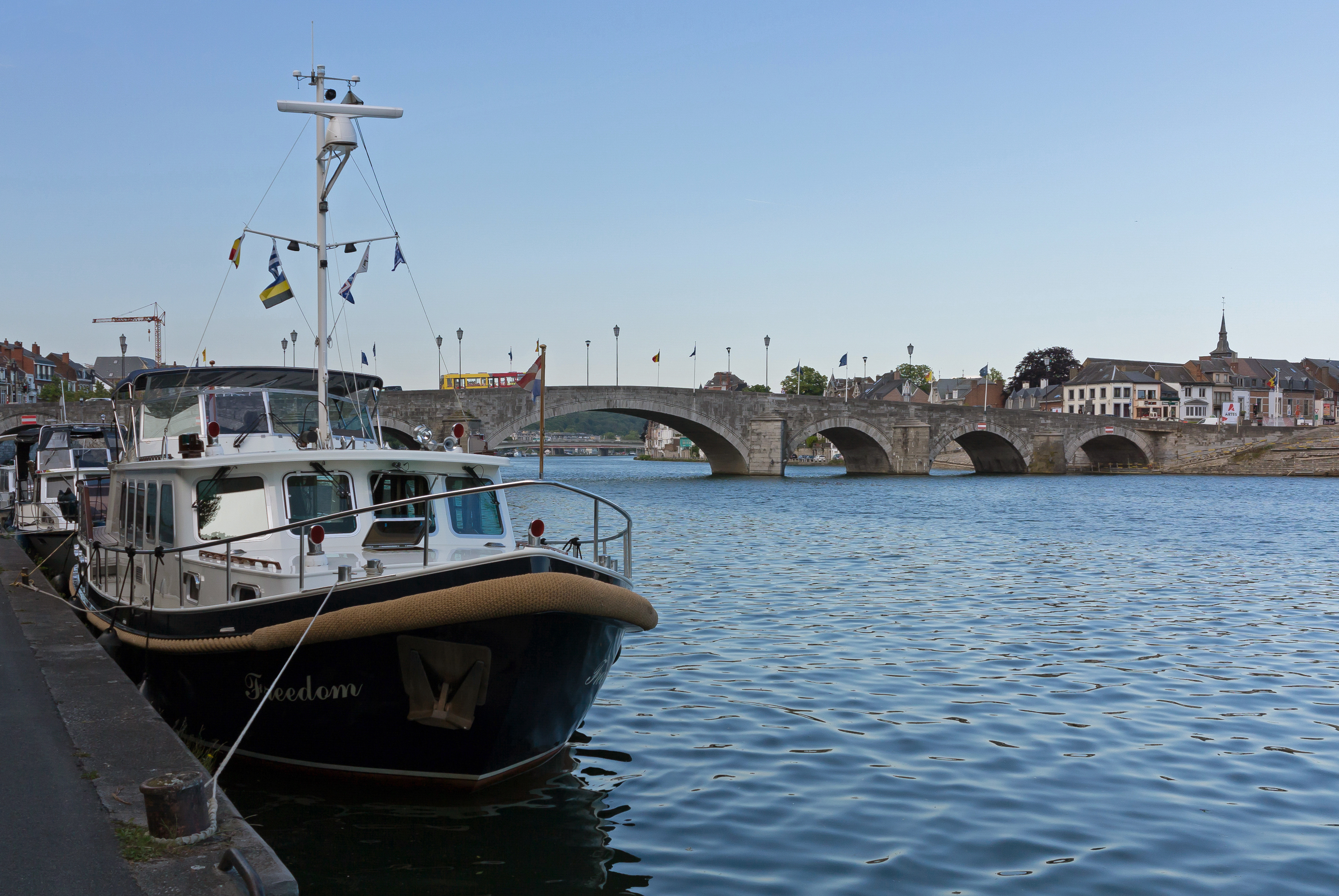
Namur, le pont de Jambes

Le pont de Jambes, de son vrai nom « pont de Meuse », est un très ancien pont en maçonnerie enjambant la Meuse entre Jambes (rive droite) et le pied de la citadelle de Namur (rive gauche), en Belgique. Datant probablement de l’époque romaine, il a été plusieurs fois reconstruit et modifié. Long de 145 mètres, il compte aujourd’hui sept arches, dont celle du centre est plus large afin de permettre le passage de convois fluviaux. Devenu emblématique de l’ancienne ville de Jambes, il en orne le blason.

## Histoire

### Origine ancienne
Une ancienne tradition fait remonter l’origine du pont de Jambes à l’époque romaine. Une légende évoque même la construction au IIe siècle avant l’ère chrétienne d’un pont sur la Meuse par un certain prince Bourgal établi au sommet du site du Champeau (citadelle).  
Une première trace historique est fournie par un acte notarial de 1183 par lequel une maison sur le pont est cédée aux chanoines augustiniens qui ont récemment établi une abbaye à Géronsart, sur les hauteurs de Jambes. Un autre document, datant de 1289 est plus précis et parle d’un « pont de pierre et bois avec une tour en son milieu ». Cette tour est considérée comme « beffroi ».

### Moyen Âge
Les témoignages d’archives sont nombreux aux XIIIe et XIVe siècles. Le pont de Meuse est fait de sept piles de pierre. La dernière pile est surmontée d’une tour-beffroi carrée. Comme le montre une gravure de 1697, cette tour Beauregard[précision nécessaire] est percée d’une porte à pont-levis et prolongée d’une passerelle de bois supportée par une pile et aboutissant sur la rive droite : elle est en fait le poste frontière entre le comté de Namur et la principauté de Liège, à laquelle appartient Jambes. Dès le XIIIe siècle, tour et pont sont repris sur le blason de l’ancienne ville de Jambes.  
Comme tout pont important au Moyen Âge, le pont de Jambes et ses alentours était un lieu animé de vie sociale et commerce, avec ses échoppes, et étroites habitations pour gardes, portiers, douaniers, sonneurs publics, maréchaux-ferrants et autres employés et métiers dont les activités sont liées au pont. La partie en bois du pont (côté Jambes) subsiste jusqu’en 1746.

### Importance stratégique

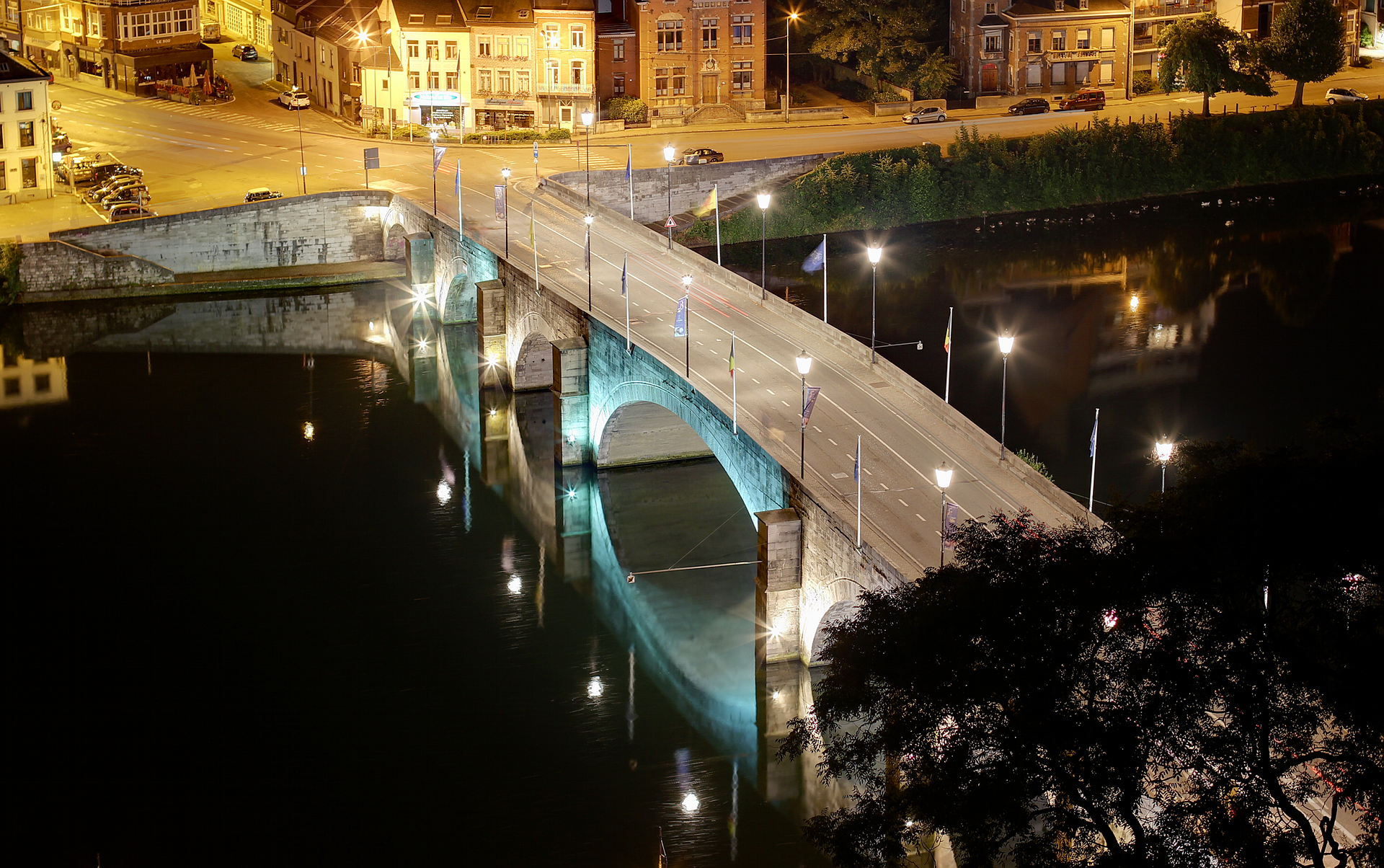
Le Pont de Jambes et ensemble formé par le pont de Jambes et ses abords immédiats à savoir les deux berges de la Meuse et les voiries qui les bordent jusqu’aux alignements.

Jusqu’au XXe siècle, le pont a toujours eu une importance stratégique, surtout militaire mais également commerciale et administrative. D’une rive à l’autre de la Meuse on passait du comté de Namur à la principauté de Liège. Sur le pont, dans la tour de Beauregard[précision nécessaire], se rencontrent les échevinats des deux villes  pour y discuter et régler litiges et problèmes de voisinage et frontière. Il est lieu de justice également. Des échanges de prisonniers y ont lieu. La tour sert de prison. Des condamnés y sont exécutés. Le pont étant un passage obligé pour la traversée du fleuve en région de Haute-Meuse, le trafic de marchandise y est dense. Un octroi y est prélevé. 
Militairement, son importance stratégique fut reconnue jusqu’au siècle passé. Lors de la Première Guerre mondiale, durant l’été 1914, l’armée belge fait sauter trois arches du pont espérant ainsi arrêter ou ralentir l’avancée rapide des troupes allemandes. Reconstruites, les trois arches sont à nouveau volontairement détruites en 1940 pour des raisons semblables.  Le pont reste en l’état durant de nombreuses années. Un tablier sommaire enjambe la portion détruite. 

### Modernisation
Le pont est refait et rénové de 1961 à 1965. Il est adapté au trafic fluvial moderne : les deux arches centrales sont remplacées par une grande arche (33 mètres) permettant ainsi le passage de convois fluviaux au tonnage plus élevé. La voirie est élargie à 12 mètres. Sa vocation est devenue urbaine. Les grands axes routiers ne passent plus par le pont de Jambes qui d’ailleurs n’est plus unique. Quatre autres ponts permettent la traversée de la Meuse à Namur. 